# Кузьменко Галина
Кузьменко Галина (псевдо: «Надя»; 30 липня 1922 — червень 2000) — українська підпільниця, воячка УПА, кулеметниця, пропагандистка ТВ-21 «Гуцульщина».

## Життєпис
Галина Кузьменко народилася 30 липня 1922 року в селі Нова Басань (Козелецький повіт Чернігівської губернії). В 11 років залишилася сиротою, оскільки матір та двоє братів померли від Голодомору, а батька заарештувало НКВС. Виховувалася в дядька в Донецькій області.
У 1943 році доброволицею вступила в підпільну організацію «Чернігівська січ», а з наближенням лінії фронту організація вирушила рейдом на захід і приєдналася до УПА.
Майже три роки під псевдо «Надя» перебувала в лавах збройного підпілля на території Станіславської області, працювала пропагандисткою у ТВ-21 «Гуцульщина».
Захоплена чекістами в 1946 році, коли хворіла на тиф. Ув'язнена на 10 років таборів та 5 років обмеження в правах. Строк відбувала у Воркуті.
Після звільнення одружилася з воякою УПА Ярославом Когутом. Проживали спочатку в Бориспільському районі, народила сина Василя. У середині 1980-х переїхала до сина у квартиру в Києві.
Померла в червні 2000 року.

## Вшанування пам'яті
- У селі Кобижча Бобровицького району Чернігівської області є вулиця Галини Кузьменко і провулок Галини Кузьменко.
- У 2015 році стала однією з 10 Героїв серії інформаційних плакатів «Українці в лавах Об'єднаних Націй перемогли агресора», підготовлених Українським інститутом національної пам'яті до 70-ї річниці перемоги над нацизмом.